# Плава птица (едиција књига)
Плава птица је чувена едиција романа за децу. Едицију je покренуо издавач и књижар Геца Кон у свом „Издавачком предузећу Геца Кон” 1938. године, а уредник је био драмски писац и преводилац Живојин-Бата Вукадиновић. После Другог светског рата и национализације, на темељу Коновог предузећа настала је Просвета која је 1977. наставила издавање едиције "Плава птица". Ова едиција сматра се најбољом едицијом књига за децу икада објављеном на српском језику. У периоду после Другог светског рата књиге из ове едиције достизале су тираже од 500.000 примерака.

## Настанак едиције
Едицију романа за децу Плава птица покренуо је београдски издавач и књижар, чувени Геца Кон (1873 — 1941). Ово је била само једна од многих едиција из области књижевности и стручне литературе, за децу и одрасле, које је овај први гигант српског издаваштва покренуо, а било их је пар десетина - Каријатиде, Плејаде, Школски писци, Српска књижевност, Златна књига, Позоришна библиотека, Историја хришћанске књиге, Наша књига, добар друг...
Иницијатива за оснивање једне овакве едиције књига за децу потекла је од Живојина-Бате Вукадиновића (1902 – 1949), драмског писца и преводиоца. Вукадиновић је, по завршетку студија светске књижевности и филозофије, радни век провео као новинар „Политике”, у којој је 1930. увео додатак – „Политику за децу”. Подстицао је књижевност за децу, а осим Плаве птице основао је и уређивао и едицију књига за децу Златна књига, такође у издању Геце Кона.
До избијања Другог светског рата у Југославији у едицији Плава птица објављена су три кола по десет књига.
Списак књига објављених пре Другог светског рата:
1. Рат светова - Херберт Џорџ Велс (1938)
2. Благо у Сребрном језеру 1 - Карл Мај (1938)
3. Благо у Сребрном језеру 2 - Карл Мај (1938)
4. Брег светлости - Емилио Салгари (1938)
5. Ватра - Рони Старији (1938)
6. Ловци вукова - Џејмс Оливер Кервуд (1938)
7. Баскервилски пас - Артур Конан Дојл (1938)
8. Књига о џунгли 1 - Радјард Киплинг (1938)
9. Књига о џунгли 2 - Радјард Киплинг (1938)
10. Џери Острвљанин - Џек Лондон (1938)
11. Кроз пустињу и прашуму 1 - Хенрик Сјенкјевич (1939)
12. Кроз пустињу и прашуму 2 - Хенрик Сјенкјевич (1939)
13. Ловци злата - Џејмс Оливер Кервуд (1939)
14. Велики Ван - Николај Бајков (1939)
15. Осветник прашуме - Зејн Греј (1939)
16. Kраљ духова - Николај Гогољ (1939)
17. Ишчезли свет - Артур Конан Дојл (1939)
18. Мајкeл, брат Џеријев - Џек Лондон (1939)
19. Иван Грозни 1 - Алексеј Толстој (1939)
20. Иван Грозни 2 - Алексеј Толстој (1939)
21. Син ловца на медведе - Карл Мај (1940)
22. Дух Љана Естакада - Карл Мај
23. Карик и Ваља - Јан Лари (1940)
24. Џиновски лав - Рони Старији (1941)
25. Робин Худ 1 - Хенри Гилберт (1940)
26. Робин Худ 2 - Хенри Гилберт (1940)
27. Пчелица Маја - Валдемар Бонзелс (1941)
28. Ролф и Квонаб - Ернест Томпсон Ситон (1940)
29. Амфибија - Александар Бељајев (1940)
30. Каркаџу - Радерфорд Монтгомери (1941)

## Плава птицатоком Другог светског рата
Убрзо по окупацији Југославије Геца Кон и цела његова породица одведени су у концентрациони логор, где су и убијени, а цела Конова имовина је конфискована од стране окупационих власти. „Издавачко предузеће Геца Кон” продато је издавачкој кући „Југоисток” за 24 милиона динара, док су за комесара „Југоистока” поставиле Адолфа Мостбека, некадашњег представника бечке фирме „Urban & Schwarzenberg” за Хрватску и Србију. „Југоисток” је наставио са издавачком делатношћу Геце Кона. Наставили су да објављују и књиге у неким од едиција које је Кон покренуо, а међу њима је била и Плава птица.
Списак књига објављених током Другог светског рата:
31. Изненађења XXI века - Емилио Салгари (1942)
32. Караван робова 1 - Карл Мај (1943)
33. Караван робова 2 - Карл Мај (1943)
34. Тајне океана 1 - Григориј Адамов (1943)
35. Тајне океана 2 - Григориј Адамов (1943)
36. Деца неба - Валдемар Бонзелс (1944)
Осим ових нових издања, током Другог светског рата, Југоисток је током 1943. објавио и друго издање Брега светлости (књига 4), друго издање Сина ловца на медведе (књига 21) друго издање Духа Љана Естакада (књига 22) и друго издање Карика и Ваље (књига 23).

## Плава птицау социјалистичкој Југославији
После ослобођења Београда, 1944. године, Влада Народне републике Србије донела је одлуку да се „Издавачка књижарница Геце Кона” (за време рата и окупације власништво издавачке куће „Југоисток”), као и његова породична кућа у Добрачиној 30, где су се налазили штампарија и магацин књига, национализују. Тако су ове зграде прешле у власништво новог предузећа „Просвета”, које је преузело и сва издања Геце Кона. Издавачка кућа Југославија, заједно са Просветом, одлучила је да оживи подухват великог издавача, па је током друге половине 20. века објављено десет кола Плаве птице. Уредник едиције у то време био је Жика Богдановић, а од 1984, уређивање преузима Станислава Радовановић. Најпре је 1977. издата 31. књига, као наставак предратне едиције, а касније (1979-1981) су и реиздата сва три предратна кола (књиге издате током Другог светског рата нису нити бројане нити реиздате).
Списак књига издатих за време социјалистичке Југославије:
1. Рат светова - Херберт Џорџ Велс (1981)
2. Благо у сребрном језеру 1 - Карл Мај (1981, друго издање 1985)
3. Благо у сребрном језеру 2 - Карл Мај (1981, друго издање 1985)
4. Брег светлости - Емилио Салгари (1981, друго издање 1985)
5. Ватра - Жозеф-Анри Рони Старији (1981, друго издање 1985)
6. Ловци вукова - Џејмс Оливер Кервуд (1981, друго издање 1985)
7. Баскервилски пас - Артур Конан Дојл (1981, друго издање 1985)
8. Књига о џунгли 1 - Радјард Киплинг (1981)
9. Књига о џунгли 2 - Радјард Киплинг (1981)
10. Џери Острвљанин - Џек Лондон (1981)
11. Кроз пустињу и прашуму 1 - Хенрик Сјенкјевич (1980)
12. Кроз пустињу и прашуму 2 - Хенрик Сјенкјевич (1980)
13. Ловци злата - Џејмс Оливер Кервуд (1980)
14. Велики Ван - Николај Бајков (1980)
15. Осветник прашуме - Зејн Греј (1980)
16. Краљ духова - Николај Гогољ (1980)
17. Ишчезли свет - Артур Конан Дојл (1980)
18. Мајкл, брат Џеријев - Џек Лондон (1980)
19. Иван Грозни 1 - Алексеј Толстој (1980)
20. Иван Грозни 2 - Алексеј Толстој (1980)
21. Син ловца на медведе - Карл Мај (1979)
22. Дух Љана Естакада - Карл Мај (1979)
23. Карик и Ваља - Јан Лари (1979)
24. Џиновски лав - Рони Старији (1979)
25. Робин Худ 1 - Хенри Гилберт (1979)
26. Робин Худ 2 - Хенри Гилберт (1979)
27. Пчелица Маја - Валдемар Бонзелс (1979)
28. Ролф и Квонаб - Ернест Томпсон Ситон (1979)
29. Амфибија - Александар Бељајев (1979)
30. Каркаџу - Радерфорд Монтгомери (1979)
31. Црни гусар - Емилио Салгари (1977)
32. Рудници цара Соломона - Рајдер Хагард (1977)
33. Бели оњак - Џек Лондон (1977)
34. Гаучов син - Франц Трелер (1977)
35. Црна стрела - Роберт Луис Стивенсон (1978, друго издање 1985)
36. Тамо далеко преко реке - Јуриј Корињец (1978)
37. Ерлик од Мелнибонеа - Мајкл Муркок (1978)
38. Фараон 1 - Болеслав Прус (1978)
39. Фараон 2 - Болеслав Прус (1978)
40. Фараон 3 - Болеслав Прус (1978)
41. Звездани ратови - Џорџ Лукас (1978)
42. Збогом мојих петнаест година - Клод Кампањ (1978)
43. Франкенштајн - Мери Шели (1978, друго издање 1985)
44. Краљ Артур 1 - Џон Стајнбек (1978)
45. Краљ Артур 2 - Џон Стајнбек (1979)
46. Риђи лисац - Чарлс Робертс (1979)
47. Мач од Шанаре 1 - Тери Брукс (1979)
48. Мач од Шанаре 2 - Тери Брукс (1979)
49. Мач од Шанаре 3 - Тери Брукс (1979)
50. Тата дугоња - Џин Вебстер (1979)
51. Капије времена - Мадлен Лангл (1979)
52. Хаџи Мурат - Лав Толстој (1979)
53. Прва љубав - Беверли Клири (1979)
54. Морнар на мору судбине - Мајкл Муркок (1979)
55. Караван за Орегон - Ан Ритерс ван дер Луф-Базенау (1980)
56. Ајванхо 1 - Валтер Скот (1980)
57. Ајванхо 2 - Валтер Скот (1980)
58. Краљица Кариба - Емилио Салгари (1980)
59. Ухода - Џејмс Фенимор Купер (1980)
60. Острво плавих делфина - Скот О'Дел (1980)
61. Свемирски брод Галактика - Глен Ларсен и Роберт Терстон (1980)
62. Маријана моје младости - Петер де Менделсон (1980)
63. Роб Хуна - Геза Гардоњи (1980, друго издање 1985)
64. Вихор пред вратима - Мадлен Лангл (1980)
65. Сенка сумње - Вадим Фролов (1981, друго издање 1985)
66. У давно доба - Волтер Ванџерин (1981)
67. Тајна напуштеног врта - Франсес Хоџсон Бернет (1981)
68. Црвенко - Џим Кјелгард (1981)
69. Зла коб Белог вука - Мајкл Муркок (1981)
70. Деда, волим те - Норма Фокс Мејзер (1981)
71. Нови доживљаји Тома Сојера - Марк Твен (1984)
72. Леон и Леонина 1 - Светлана Слапшак (1984)
73. Леон и Леонина 2 - Светлана Слапшак (1984)
74. Јужна звезда - Жил Верн (1984)
75. Дракула 1 - Брем Стокер (1984)
76. Дракула 2 - Брем Стокер (1984)
77. У долини смрти - Карл Мај (1984)
78. Два капетана 1 -  Венјамин Каверин (1984)
79. Два капетана 2 - Каверин (1984)
80. Тихана из Ерга - Предраг Урошевић (1984)
81. Срце - Едмондо де Амичис (1986)
82. Сибирски ловац - Карл Мај (1986)
83. Морски ђаво - Вениамин Лазаревич Вахман (1986)
84. Мала Вју - Анри Троаја (1986)
85. Без породице 1 - Хектор Мало (1986)
86. Без породице 2 - Хектор Мало (1986)
87. Кула која ишчезава - Мајкл Муркок (1986)
88. Видра Тарка - Хенри Вилијамсон (1986)
89. Бродолом Пацифика 1 - Фредерик Маријат (1986)
90. Бродолом Пацифика 2 - Фредерик Маријат (1986)
91. Последњи дани Помпеја - Едвард Булвер-Литон (1990)
92. Улица - Михаил Пархомов (1990)
93. Млади Шерлок Холмс - Алан Арнолд (1990)
94. Доживљаји Симона Боливара - Винисио Ромеро Мартинес (1990)
95. Као - Ана Шомло (1990)
96. Бату-кан - Василиј Григорјевич Јан (1991)
97. Лаваредових пет марјаша - Пол Дивоа (1991)
98. Бела - Ана и Едвард Сифрет (1991)
99. Шведске шибице - Робер Сабатје (1991)
100. Ђаво у Бечу - Дорис Оргел (1991)

Издата су и два ванредна издања:
1. Витез судбине 1 - Мајкл Муркок (1980)
2. Витез судбине 2 - Мајкл Муркок (1980)

## Плава птицанакон распада Југославије
Издавачка кућа просвета је 1998. обновила едицију Плава птица. Прва књига у обновљеној едицији била је Капетан адмиралских мора књижевнице Југане Стојановић.
Током овог периода издате су следеће књиге:
1. Капетан адмиралских мора - Југана Стојановић (1998)
2. Збогом, мојих петнаест година - Клод Кампањ (1999)
3. Кроз пустињу и прашуму 1 - Хенрик Сјенкјевич (2001)
4. Кроз пустињу и прашуму 2 - Хенрик Сјенкјевич (2001)
5. Дечак Тесла - Радован Ждрале (2001)

## О едицији
Прича се да је инспирацију за име нове едиције коју је намеравао да објави Геца Кон добио кроз наслов приче Плава птица белгијског нобеловца Мориса Метерлинка.
Другу половину 20. века обележио је и стрип, који је постао популаран међу младим читаоцима, па је слика на омоту књиге постала прилично важан детаљ при одабиру наслова. Илустрације на омоту, као и оне унутар текста, у највећој мери је радио илустратор Божидар Веселиновић (1921–1999), илустратор реалистичког усмерења. Веселиновић је четири деценије био сарадник Политикиног забавника, а сарадњу са „Просветом” остварио је током седамдесетих и осамдесетих година. Црно-белим туш илустрацијама, уз помоћ пера или четкице, или колор илустрацијама на белом заштитном омоту обогатио је многе наслове из ове едиције.
На крају једне или две књиге у сваком колу штампане су кратке најаве наслова из следећих кола Плаве птице, с намером да заинтригирају машту читалаца.